# My Little Pony: Equestria Girls
My Little Pony: Equestria Girls, o simplemente conocida como Equestria Girls, es una película musical de fantasía animada en Flash canadiense-estadounidense de 2013 que es la primera entrega de la línea de juguetes y la franquicia de medios de Hasbro del mismo nombre, que es en sí misma un spin-off antropomorfizado del relanzamiento de 2010 de la franquicia My Little Pony. La película fue escrita por Meghan McCarthy y dirigida por Jayson Thiessen, y fue producida por el estudio de animación 2D de DHX Media en Vancouver, Canadá para Hasbro Studios en los Estados Unidos. Se estrenó en el Festival de Cine de Los Ángeles el 15 de junio de 2013, seguido de un estreno limitado en los Estados Unidos y Canadá el 16 de junio de 2013, con un comunicado de prensa doméstico el 6 de agosto de 2013. También conmemora el trigésimo aniversario del lanzamiento de la línea de juguetes My Little Pony original.
La película vuelve a imaginar a los personajes principales de la franquicia de padres, normalmente ponis, como personajes humanos adolescentes en un entorno de escuela secundaria. Ambientada entre la tercera y cuarta temporada de My Little Pony: La magia de la amistad, la trama de la película involucra a Twilight Sparkle persiguiendo su corona robada en un mundo alternativo donde se transforma en una adolescente humana. Mientras aprende a comportarse como una humana, Twilight se encuentra con las contrapartes humanas de sus amigas ponis, quienes la ayudan en su búsqueda de su corona.
La recepción crítica de la película fue mixta, con la mayoría de las críticas dirigidas al diseño de personajes, la escritura, la trama y la caracterización. La película fue seguida por tres secuelas: Rainbow Rocks (2014), Friendship Games (2015) y Legend of Everfree (2016), todas las cuales fueron recibidas de manera más positiva.

## Argumento
Twilight Sparkle visita el Imperio de Cristal para su primera cumbre real después de su coronación como princesa de Equestria. Esa noche, Sunset Shimmer, una ex-estudiante rebelde de la Princesa Celestia, emerge de un portal a través de un espejo mágico y roba la corona de Twilight, que contiene el Elemento de la Magia. Twilight la descubre, ella y sus amigas la persiguen por el castillo, Después de una persecución por el castillo, Sunset atraviesa el portal, llevándose consigo la corona de Twilight. Las princesas Celestia, Luna y Cadance explican que el portal conduce a un mundo alternativo; como los otros Elementos de la Armonía no se pueden utilizar sin la corona, Twilight tiene la tarea de recuperarla del otro mundo antes de que el portal se cierre durante treinta lunas. A pesar de la insistencia de Celestia en que Twilight debe viajar sola, el asistente dragón de Twilight, Spike, atraviesa el portal junto a ella.
Twillight y Spike emergen en el otro mundo en forma de una adolescente humana y un perro, respectivamente. Mientas intenta aprender a controlar su nuevo cuerpo, Twilight decide investigar la cercana Canterlot High School y se encuentra con estudiantes humanos y su personal, varios de los cuales se parecen a los ponis en Equestria. Haciéndose pasar por una estudiante transferida, Twilight después de recorrer un poco la escuela, defiende a la contraparte de su amiga Fluttershy luego de haber sido intimidada por Sunset. Twilight se entera de que Fluttershy le había entregado la corona a la directora Celestia, confundiéndola con un accesorio destinado a la "princesa" elegida del Baile de Otoño. Determinando que nadie creería sus afirmaciones de ser una poni de otro mundo, Twilight consigue recibir el permiso de la directora Celestia para postularse para Princesa Formal de Otoño contra Sunset para recuperar la corona.
Mientras continúa explorando la vida escolar, Twilight descubre que la jefa del comité organizador del baile es la contraparte humana de Pinkie Pie. Twilight se sorprende al saber que Pinkie se lleva mal con Fluttershy. Luego de que Pinkie ve la terrible caligrafía de Twilight, conoce a la contraparte humana de Applejack, quien le revela que también se lleva mal tanto con Fluttershy como con Pinkie. Luego de que Sunset desprecia las decoraciones de Pinkie e intimidar a Applejack cuando esta última le dice que no será la coronada, Sunset acaba descubriendo que Twilight se encuentra en ese mundo y ya se había postulado para ser reina del baile de otoño.
Twilight mientras ella recorría la escuela se encuentra en un pasillo oscuro y se topa con Sunset, Sunset y Twilight discuten en el pasillo oscuro, Sonset le dice que no sabe nada de este lugar y luego de que Twilight tuviera problemas con una máquina expendedora y recordara lo que Sonset dijo, se decide a investigar más sobre ese mundo y así, de alguna u otra forma, hacer que su campaña tenga éxito y poder ser coronada en el baile de otoño. Luego de pasar todo el día en la biblioteca, viendo como funcionan las cosas, Twilight juntó con Spike acaban quedándose encerrados en el sitio, por lo que se ven obligados a pasar la noche allí. En el proceso, Twilight encuentra un anuario, descubriendo en el una foto de las contrapartes de sus amigas de Ponyville siendo muy buenas amigas. Al recordar que ahora parecen estar distanciadas entre sí, Twilight empieza a creer que Sunset Shimmer tiene algo que ver en el asunto. Posteriormente, Sunset envía a sus secuaces, Snips y Snails a grabar un video humillante en el que Twilight se comporta como un poni, que se publica en línea y es visto por toda la escuela. 
Al día siguiente, Twilight está lista para hacer el intento de lograr ganar una buena impresión de todos, los estudiantes comienzan a reírse de ella, mientras Twilight intenta comprender porque todos se burlan de ella, alguien la jala adentro de un salón y acaba conociendo a la contraparte de Rarity. En ese momento, sus nuevas amigas le muestran el vídeo, descubriendo que Sunset es la responsable de esto, y lo hizo con el fin de ridiculizarla y hacer que nadie vote por ella.  Twilight descubre que las contrapartes de sus amigas de Ponyville se han separado por animosidad. Cuando ellas intentan animar a Twilight, solo logran discutir entre ellas, revelando que la causa de su ruptura es una serie de mensajes de texto y correos electrónicos traicioneros que supuestamente se enviaron entre ellas. Twilight conoce a la contraparte de Rainbow Dash, quien luego de reconciliarse con Applejack, esta dispuesta a ayudar a Twilight a ser la princesa del baile de otoño. A través de una teoría de Twilight, las cinco chicas se dan cuenta de que Sunset Shimmer fue quien envió esos mensajes para engañarlas y hacer que terminaran su amistad. 
Luego de toparse repetidas veces con un chico llamado Flash Sentry, Twilight comienza a sentirse atraída hacia el. Después de su pequeño encuentro, Rarity le revela a Twilight que Flash es el exnovio de Sunset Shimmer y que hace semanas terminaron su relación. Luego de volver a ser amigas, las cinco chicas ayudan a Twilight a realizar una rutina de baile público en la cafetería de la escuela para su campaña, lo que mejora considerablemente la imagen de Twilight y logran que todos los estudiantes la vean de una mejor manera.
En un último intento de socavar a Twilight, Sunset, junto con Snips y Snails destruyen por completo las decoraciones formales en el gimnasio de la escuela y usan fotografías editadas para inculpar a a Twilight del desastre y la acusan con la subdirectora Luna del daño al gimnasio. Sin embargo, cuando la subdirectora Luna esta considerando expulsar a Twilight de su candidatura para el baile de otoño, Flash consigue demostrar la inocencia de Twilight. Debido al destrozo, la subdirectora Luna les informa que la ceremonia se pospone hasta la siguiente noche y se retira para comentárselo a su hermana la directora Celestia, pero Twilight descubre que esté mismo día el portal a Equestria se habrá cerrado para cuando caiga la noche y la luna alcance su punto más alto y que el portal no se volverá abrir hasta que pasen otras 30 lunas. Twilight y Spike cómo último recurso revelan finalmente sus verdaderas identidades a las otras chicas, convenciéndolas de la urgencia de la situación y de que el baile de otoño debe ser está noche. Bajo la dirección de Twilight, reúnen a los otros estudiantes y reparan con éxito el daño a tiempo para su horario original, de esta manera, en ese momento llegan la directora Celestia y la subdirectora Luna y al ver que repararon todo el daño al gimnasio anuncian que el baile de otoño si se hará esta misma noche, Twilight se gana el apoyo total de la escuela entera y todos comienzan a poner sus votos a favor de ella, todos los estudiantes se retiran para que se puedan arreglarse para el baile, Twilight y sus amigas se van para arreglarse. 
En la noche de la ceremonia, Twilight gana las elecciones y es coronada, pero Snips y Snails toman a Spike y lo llevan afuera de la escuela, donde Sunset amenaza a Twilight con destruir el portal a Equestria. Luego de lanzarse entre sí la corona, Sunset acaba atrapándola. Al ponerse la corona, Sunset se transforma en un demonio de gran poder e hipnotiza a los otros estudiantes, revelando su intención de conquistar Equestria con los estudiantes como su ejército. Mientras Sunset intenta llevar a los estudiantes al portal, las 6 amigas se interponen en su camino, pero cuando Sunset ataca a Twilight y sus amigas, su amistad activa la magia de la corona, dándoles orejas, alas y colas parecidas a las de un poni. Debido a que Sunset no puede controlar la magia de la corona, ahora es totalmente vulnerable, y las seis chicas usan la magia para hacer que sus compañeros de clase vuelvan a la normalidad y Sunset pierda todos sus poderes, regresándola a su forma original y siendo finalmente derrotada. Sunset, gravemente lastimada, se siente honrada por el poder de la amistad de las chicas, y completamente arrepentida y avergonzada, se disculpa por sus acciones. Después de celebrar la victoria de Twilight y poner a Sunset bajo el cuidado de sus amigas, Twilight y Spike regresan a Equestria con la corona justo en el momento en que se cierra el portal. A su regreso a Equestria, Twilight descubre que Flash, en su contraparte de poni es uno de los guardias reales. La película termina con Pinkie adivinando la forma en que Flash demostró la inocencia de Twilight en el mundo humano y como acabó bailando con este en el baile de otoño.

## Reparto
- Tara Strong como Twilight Sparkle, una "alicornio" (unicornio alado) que asume una forma humana en el mundo alternativo de Canterlot High School al cruzar un portal en forma de espejo mágico -
- Ashleigh Ball como Applejack, vendedora de sidra de manzana; y Rainbow Dash, una estudiante atlética que practica deportes escolares como el fútbol. Sus contrapartes, como se muestra en La Magia de la Amistad, también aparecen en la película.
- Andrea Libman como Pinkie Pie, quien se desempeña como directora del comité de planificación formal de la escuela; y Fluttershy, una voluntaria tímida y de buen corazón del refugio de animales. Sus contrapartes, como se muestra en La Magia de la Amistad, también aparecen en la película. Shannon Chan-Kent proporciona la voz de canto de Pinkie Pie.
- Tabitha St. Germain como Rarity, diseñadora de moda; y la Subdirectora Luna, la hermana menor de Celestia y contraparte de la Princesa Luna. Sus contrapartes, como se muestra en La Magia de la Amistad, también aparecen en la película. Kazumi Evans interpreta la voz cantante de Rarity.
- Cathy Weseluck como Spike, asistente dragón de Twilight; se convierte en un perro que habla en el mundo paralelo.
- Rebecca Shoichet como Sunset Shimmer, una unicornio y estudiante renegada de la Princesa Celestia que vive en el mundo paralelo como la matona residente en Canterlot High School. Shoichet también interpreta la voz cantante de Twilight Sparkle.
- Lee Tockar y Richard Ian Cox como Snips and Snails, los dos cohortes de Sunset Shimmer en el mundo paralelo.
- Nicole Oliver como la Directora Celestia, directora de Canterlot High School. La Princesa Celestia, su contraparte como se muestra en La Magia de la Amistad, también aparece en la película.
- Vincent Tong como Flash Sentry, un estudiante de Canterlot High y exnovio de Sunset Shimmer que se enamora de Twilight; su contraparte alternativa, un guardia pegaso en el Crystal Empire, también aparece en la película.
- Britt McKillip como la Princesa Cadance, la gobernante alicorn del Imperio de Cristal de Equestria.

La película presenta actuaciones no acreditadas de Peter New como la contraparte de Big McIntosh, el hermano de Applejack; Michelle Creber, Madeleine Peters y Claire Corlett como las contrapartes de Cutie Mark Crusaders (Apple Bloom, Scootaloo y Sweetie Belle); Kathleen Barr como Trixie; y Tabitha St. Germain como contraparte de la Señora Cake. Nicole Oliver también tiene un papel menor acreditado como contraparte de Cheerilee, una maestra de escuela. Además, la película contiene cameos de personajes popularizados por el fandom adulto de My Little Pony, como DJ Pon-3 y lo que se conoce entre los fanes como "Derpy Hooves".

## Doblaje
| Personaje                            | Actor/Actriz original Estados Unidos         | Actor/Actriz de doblaje · México        | Actor/Actriz de doblaje · Colombia |
| ------------------------------------ | -------------------------------------------- | --------------------------------------- | ---------------------------------- |
| Twilight Sparkle                     | Tara Strong Rebecca Shoichet (canciones)     | Carla Castañeda                         | Lorena Barrero                     |
| Fluttershy                           | Andrea Libman                                | Maggie Vera                             |                                    |
| Applejack                            | Ashleigh Ball                                | Claudia Motta                           |                                    |
| Rainbow Dash                         | Ashleigh Ball                                | Analiz Sánchez                          |                                    |
| Pinkie Pie                           | Andrea Libman Shannon Chan-Kent (canciones)  | Melissa "Meli G" Gedeón                 |                                    |
| Rarity                               | Tabitha St. Germain Kazumi Evans (canciones) | Elsa Covián                             |                                    |
| Spike                                | Cathy Weseluck                               | Cecilia Gómez                           |                                    |
| Sunset Shimmer                       | Rebecca Shoichet                             | Circe Luna                              |                                    |
| Flash Sentry                         | Vincent Tong                                 | Javier Olguín                           |                                    |
| Princesa Celestia/Directora Celestia | Nicole Oliver                                | Rebeca Patiño                           |                                    |
| Maestra Cherilee                     | Nicole Oliver                                | Rosalba Sotelo                          |                                    |
| Princesa Candance                    | Britt McKillip                               | Romina Marroquín Payró                  |                                    |
| Princesa Luna/Vicedirectora Luna     | Tabitha St. Germain                          | Laura Ayala                             |                                    |
| Sra. Cup Cake                        | Tabitha St. Germain                          | Gaby Cárdenas                           |                                    |
| Snips                                | Lee Tockar                                   | Miguel Ángel Ruiz                       |                                    |
| Snails                               | Richard Ian Cox                              | Arturo Castañeda                        |                                    |
| Applebloom                           | Michelle Creber                              | Susana Moreno                           |                                    |
| Scootaloo                            | Madeleine Peters                             | Roxana Pastrana Maggie Vera (canciones) |                                    |
| Sweetie Belle                        | Claire Corlett                               | Christine Byrd                          |                                    |
| Trixie Lulamoon                      | Kathleen Barr                                | Christine Byrd                          |                                    |
| Big Macintosh                        | Peter New                                    | Héctor Moreno                           |                                    |

### Coros y contracantos
- Maggie Vera
- Melissa Gedeón
- Analiz Sánchez
- Sandra Domínguez
- Ofelia Guzmán
- Fela Domínguez

## Producción
Para mantener la continuidad, Hasbro utilizó el mismo equipo de redacción que la serie de televisión La Magia de la Amistad, incluida la editora de la historia en ese momento, Meghan McCarthy, quien consideró la historia como "una extensión de nuestra mitología". McCarthy declaró que con el entorno de Equestria Girls, "podríamos explorar diferentes aspectos de las relaciones que en el mundo de los pony no funcionan igual que cuando lo estableces en un entorno de escuela secundaria", lo que hace que el trabajo sea más atractivo para niñas mayores que están en la escuela secundaria o secundaria.
Al escribir el guion de la película, Meghan McCarthy volvió a los episodios piloto homónimos de La Magia de la Amistad, donde Twilight es enviada a Ponyville por primera vez y obligada a conocer nuevos amigos. Quería hacer lo mismo con la película, en este caso poner a Twilight en un nuevo mundo donde nuevamente se vería obligada a hacer nuevos amigos para tener éxito en su búsqueda.

### Música
Daniel Ingram declaró en una publicación de Facebook que escribió seis canciones para la película en un estilo de grupo pop/femenino más moderno que encajaría en el entorno urbano/escolar de la escuela secundaria. También mencionó a algunos de los miembros del equipo con los que trabajó, incluidos Trevor Hoffman para los arreglos vocales y David Corman y Sam Ryan para la producción, y que colaboró con McCarthy en la letra.
- "This Strange World" – Twilight Sparkle (narración)
- "Equestria Girls (Canción de la Cafeteria)" – Mane Six y estudiantes
- "Time to Come Together" – Mane Six (narración)
- "This Is Our Big Night" – Mane Six (narración)
- "This Is Our Big Night (Vuelta)" – Mane Six (narración)
- "End Credits Song: A Friend for Life" – Jerrica Santos[10]
- "My Little Pony Friends" (Canción Eliminada) – Kaylee Johnston,[11] AJ Woodworth, y Laura Hastings[12] La canción fue escrita para servir como créditos finales de la película, pero se pasó por alto en favor de "A Friend for Life".[13] El 14 de agosto de 2014, la canción se subió al canal de YouTube de Hasbro.[14]

El compositor William Anderson, quien proporcionó la banda sonora de la película, dijo que la mayor parte de la música de fondo sigue siendo consistente con el programa de televisión, aunque "con elementos de thrash rock de vez en cuando".

## Estreno

### Marketing
El 12 de mayo de 2013, se lanzó por primera vez un avance teaser en el sitio web del New York Times, seguido por un avance teatral completo en el sitio web Entertainment Weekly el 7 de junio de 2013.

### Teatral
My Little Pony: Equestria Girls se estrenó en el Festival de Cine de Los Ángeles el 15 de junio de 2013 como parte de su Día de la Familia. El evento incluyó apariciones de varios miembros del personal creativo y actores de voz del programa. Luego se presentó bajo una distribución de pantalla limitada, con un total de alrededor de 200 pantallas, a través de los cines Screenvision y Cineplex en los Estados Unidos y Canadá, respectivamente, a partir del 16 de junio de 2013. Debido a un número mayor de lo esperado de asistentes al teatro en Las primeras semanas, Screenvision agregó proyecciones adicionales para aprovechar el interés. Las proyecciones en los Estados Unidos no tenían clasificación de la ACEU (que no es obligatoria, aunque muchos cines tenían una clasificación G), mientras que las proyecciones canadienses tenían clasificaciones de las juntas cinematográficas provinciales (generalmente G).
La película fue relanzada en cines selectos de los Estados Unidos el 18 y 19 de junio de 2016 por la empresa distribuidora Kidtoon Films.
En el Reino Unido, se estrenó en Showcase Cinemas el 10 de agosto de 2013. Fue lanzada en Village Cinemas en Australia el 24 de agosto de 2013. Fue lanzada en Nueva Zelanda a través de Event Cinemas durante dos semanas a partir del 31 de agosto de 2013.

### Versión Casera
La película fue lanzada en DVD y Blu-ray de la Región 1 por Shout! Factory el 6 de agosto de 2013. El lanzamiento de Blu-ray incluye un documental detrás de escena sobre la producción de la película, canciones de karaoke, un video de "ponte a ti mismo" y un póster de película imprimible. Shout! Factory ha firmado con Hasbro para distribuir la película internacionalmente después de su presentación en cines.
El DVD Región 4 fue lanzada por Madman Entertainment el 4 de septiembre de 2013. El distribuidor del Reino Unido Clear Vision anunció originalmente que el DVD y Blu-ray de la Región 2 se lanzaría en abril de 2014, pero desde entonces el distribuidor había entrado en administración. Sin embargo, el mismo distribuidor del Reino Unido logró lanzar un DVD de la Región 2 para Francia e Italia entre marzo y abril de 2014. La versión en DVD y Blu-ray del Reino Unido finalmente se lanzó el 28 de julio de 2014.
Junto con Rainbow Rocks y Friendship Games, esta película fue lanzada en una caja el 13 de octubre de 2015 en la Región 1.

### Televisión
La película se estrenó en la televisión de Estados Unidos en Hub Network (una empresa conjunta entre Discovery Communications y Hasbro; ahora conocida como Discovery Family a finales de 2014) el 1 de septiembre de 2013. El 22 de septiembre de 2013, la película se estrenó en YTV en Canadá. En el Reino Unido, la película se estrenó en Pop el 23 de noviembre de 2013.

## Mercancía y otros medios
La película es parte de la línea de juguetes y franquicia de medios My Little Pony: Equestria Girls lanzada por Hasbro, que se mencionó brevemente en los medios a principios de febrero y marzo de 2013, y se anunció formalmente en mayo de 2013 con esta película y otra estrategia de medios. Iba a ser parte del 30 aniversario de la marca My Little Pony. Hasbro planeaba producir mercancías relacionadas, incluidos juguetes, indumentaria, publicaciones y accesorios. Los juguetes basados en humanos se desarrollaron para atraer a las niñas adolescentes como un medio para extender la marca My Little Pony. Además, LB Kids publicó una novelización de la película y Gameloft incluyó un minijuego temático en su juego móvil My Little Pony. IDW publicó una historia de fondo de los personajes del universo alternativo (incluido Sunset Shimmer) en un número independiente.

### Banda sonora
La banda sonora de la película se lanzó el 23 de septiembre de 2014 a través de iTunes Music Store. "This Strange World" está ausente en el álbum. El 2 de octubre de 2014 (gráfico del 11 de octubre), la banda sonora se ubicó en el número 15, donde estaba la banda sonora de "My Little Pony Equestria Girls: Rainbow Rocks" hace dos semanas el 18 de septiembre.
| N.º | Título                                      | Performer(s)                                                                      | Duración |  |
| 1.  | «Opening Titles (Remix)»                    | Rebecca Shoichet                                                                  | 1:29     |  |
| 2.  | «Equestria Girls (Canción de la Cafetería)» | Shannon Chan-Kent, Kazumi Evans, Ashleigh Ball, Andrea Libman, Shoichet, conjunto | 2:53     |  |
| 3.  | «Time to Come Together»                     | Shoichet, Evans, Ball, Libman, Chan-Kent, conjunto                                | 2:08     |  |
| 4.  | «This Is Our Big Night»                     | Shoichet, Ball, Libman, Chan-Kent, Evans                                          | 2:03     |  |
| 5.  | «A Friend for Life»                         | Jerrica Santos                                                                    | 2:26     |  |

## Recepción

### Ventas de medios
Tras el lanzamiento al video doméstico, Shout Factory informó que se han pedido más de 100000 unidades al por menor, el lanzamiento más grande que la compañía ha visto en sus diez años de historia. Como resultado del éxito, Hasbro ha firmado con Shout para continuar con la distribución de otros títulos agotados de My Little Pony de generaciones anteriores, como The Princess Promenade, así como nuevos programas animados de Transformers.

### Audiencia televisiva
My Little Pony: Equestria Girls se estrenó en Hub Network el 1 de septiembre de 2013. La película fue vista por 553000 espectadores. Obtuvo ganancias de tiempo de entrega de año en año entre múltiples grupos demográficos, más notablemente en niñas de 6 a 11 años (+1056%). En el Reino Unido, 93000 espectadores vieron la transmisión de televisión en Pop, la mayor cantidad en la semana del 18 al 24 de noviembre.

### Crítica
Ha habido críticas sobre el enfoque antropomorfista de la franquicia en general (incluida la película). El New York Daily News informó que, si bien algunos temían permitir que sus hijos fueran influenciados por la apariencia de personajes humanizados, otros lo consideraban razonable con otros medios actuales con una exposición corporal considerable. Amanda Marcotte de Slate consideró que el cambio de los personajes a la forma humana fue para popularizar la película con la base de fanes adultos de La Magia de la Amistad. Sin embargo, muchos de estos fanáticos adultos expresaron su decepción por los personajes humanizados, preocupados de que el enfoque "va en contra de todo lo que Pony estaba tratando de demostrar". Craig McCracken, hablando en nombre de su esposa Lauren Faust, showrunner creativo de La Magia de la Amistad durante las dos primeras temporadas antes de dejar el cargo, expresó su preocupación de que tal enfoque hubiera ido en contra de la forma en que Faust quería tomar la serie de televisión.
La película en sí recibió críticas mixtas de los críticos. Daniel Álvarez del sitio web Unleash the Fanboy le dio a la película 4 estrellas de 5, afirmando que Equestria Girls era una "película muy entretenida", aunque algunos elementos, como la breve trama romántica y el destino final de Sunset, eran más débiles que otras partes de la película. Luke Thompson de Topless Robot fue más crítico con la película, ya que aunque no era un espectador de La Magia de la Amistad, creía "cualesquiera que sean los conceptos inteligentes que el programa pueda tener [...] la película no hace mucho con", y la animación es deficiente para una adaptación de TV a película. El Iowa State Daily describió la película como una que "probablemente solo se hizo para vender muñecas y figuritas", aunque aún transmitía un "gran mensaje para los niños". Gwen Ihnat de The A.V. Club calificó la película con una "B-" y consideró que la película "tiene solo unas pocas canciones y una increíble escena de batalla de demonios mejor que la mayoría de los episodios de dos partes de [La Magia de la Amistad]", mientras que, por lo demás, se basa en ideas clichés de ambos La Magia de la Amistad y de otros trabajos de secundaria para adolescentes. Sherilyn Connelly de SF Weekly, aunque disfrutó de la película, sintió que era demasiado similar a los episodios piloto de la serie de televisión en la forma en que los personajes debían ser reintroducidos para la audiencia de la película, y que la "desconexión real" era la aparente reducción de edad, desde adultos jóvenes en La Magia de la Amistad hasta adolescentes dentro de la película. Sin embargo, Connelly votó por la película como Mejor Película de Animación en la Encuesta de Críticos de Cine de Village Voice de 2013. Ed Liu de Toon Zone (ahora conocido como Anime Superhero) consideró que la película "se basa demasiado en lo familiar y lo convencional", sin la inyección de "carácter idiosincrásico" de La Magia de la Amistad en tramas que de otro modo serían predecibles, pero por lo demás elogió la voz. actores, música y parte de la animación de la película.